# Comeblack
Comeblack je devatenácté studiové album německé hard rockové skupiny Scorpions. Album vyšlo v roce 2011 a obsahuje nově nahrané skladby Scorpions a také několik cover verzí.

## Seznam skladeb
| Pořadí         | Název                                   | Původní interpret  | Délka |
| -------------- | --------------------------------------- | ------------------ | ----- |
| 1.             | Rhythm of Love                          |                    | 3:39  |
| 2.             | No One Like You                         |                    | 4:06  |
| 3.             | The Zoo                                 |                    | 5:38  |
| 4.             | Rock You Like a Hurricane               |                    | 4:15  |
| 5.             | Blackout                                |                    | 3:48  |
| 6.             | Wind of Change                          |                    | 5:08  |
| 7.             | Still Loving You                        |                    | 6:43  |
| 8.             | Tainted Love                            | Gloria Jones       | 3:27  |
| 9.             | Children of the Revolution              | T. Rex             | 3:33  |
| 10.            | Across the Universe                     | The Beatles        | 3:17  |
| 11.            | Tin Soldier                             | Small Faces        | 3:14  |
| 12.            | All Day and All of the Night            | The Kinks          | 3:15  |
| 13.            | Ruby Tuesday                            | The Rolling Stones | 3:54  |
| 14.            | Still Loving You (& Amandine Bourgeois) |                    | 6:43  |
| 15.            | Shapes of Things                        | The Yardbirds      | 3:20  |
| 16.            | Big City Nights                         |                    | 3:53  |
| Celková délka: | Celková délka:                          | Celková délka:     | 53:38 |